# El ceniciento
El Ceniciento és una pel·lícula mexicana de 1952, que fa la paròdia del popular conte infantil “La Ventafocs” de l'escriptor francès Charles Perrault (1628-1703). Aquest film és un dels més populars i divertits de l'extensa filmografia del comediant mexicà Germán Valdés “Tin Tan”.

## Sinopsi
Valentín és un pagès Chamula, que a la mort de la seva mare Guadalupe Gaytán és encomanat a cura d'uns paisans chiapanecs que viuen en la capital. El Capellà del poble, mana a Valentín amb el seu padrí Andrés que viu a casa de la seva germana Sirenia en la Ciutat de Mèxic. Sirenia està casada amb Marcelo i el seu matrimoni està integrat per onze fills que agraden de tocar la marimba (Gns. Zavala) i dos més (Marcelito i Horaci) que tracten a Valentín com si fossin els germanastres malvats. Al principi Sirenia i Marcelo creuen que Valentín és adinerat, a causa d'una carta manada pel Capellà del poble on els comenta que porta un dinerito i que ell està encarregat de vendre les seves terres; però en descobrir que el que posseeix Valentín val molt poc, és tractat com servent. En ser explotat sense pietat, el seu padrí pocavergonya Andrés li dona la mà i la sort de Valentín cobra un gir inesperat.

## personatges
- Germán Valdés “Tin Tan”.... Valentín Gaytán (El Ceniciento i afillat d'ndrés)
- Alicia Caro.... Magdalena (enamorada de Valentín)
- Andrés Soler.... Andrés (pare vertader de Valentín)
- Marcelo Chávez.... Marcelo Chávez (cunyat d'Andrés)
- Tito Novaro.... Marcelito (fillo de Sirenia i Marcelo)
- Magda Donato.... Sirenia (germana d'Andrés i esposa de Marcelo)
- Elena Julián .... de les germanes Dávalos (cabaretera)
- Chelo Pastor .... La Caramba (bailarina)
- Pedro D'aguillon .... Horacio (fill de Sirenia i Marcelo)
- Acela Vidaurri ....
- Armida Herrera .... de les germanas Dávalos (cabaretera)
- Armando Velasco .... Sr. Velasco
- Graciela Peralta ....
- Germans Zavala.... (fills de Sirenia i Marcelo)

## Cançons
- “Pobre Ceniciento” de Francisco Gabilondo Soler.
- “El cazador” de Francisco Gabilondo Soler.
- “Palabras calladas” de Juan Bruno Tarraza.
- “Por ti” de Juan Bruno Tarraza.
- “Mambo Jazz” de José Antonio Zavala.
- “El baile de la Pulguita” de José Antonio Zavala.
- “Mi dulce serenata” de José Antonio Zavala.
- “Mambo negro” de Roberto Román.
- “Mamboleco” de Ramón Márquez y Leoncio Diez.

## Comentaris
Aquest film ocupa el lloc 86 dins de la llista de les 100 millors pel·lícules del mexicanes, segons l'opinió de 27 crítics i especialistes del cinema a Mèxic, publicada pel portal Sector Cine al juny de 2020.